# Michał Dworczyk

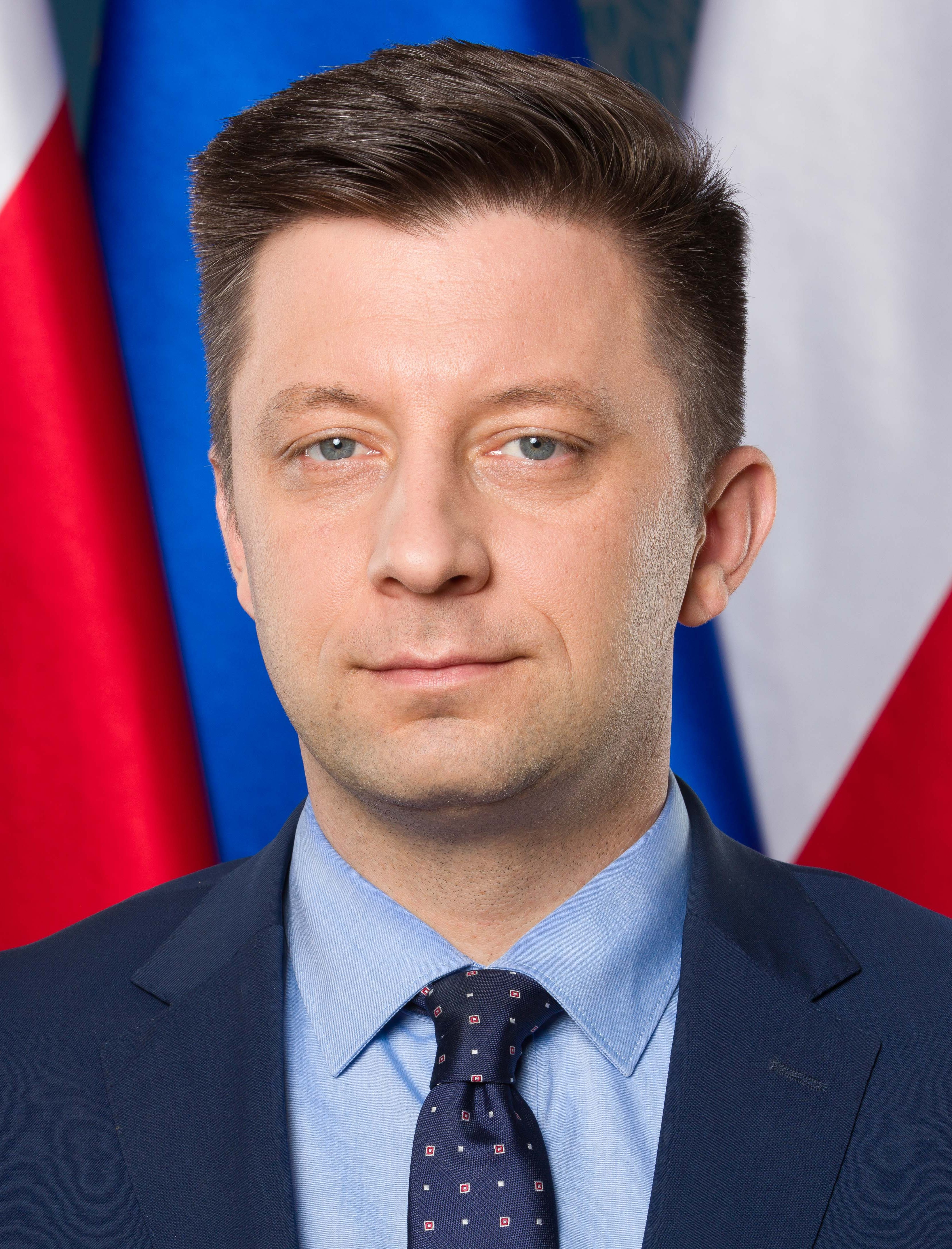
Stanisław Tyszka (2019)

Michał Dworczyk (* 22. Juli 1975 in Warschau) ist ein polnischer Politiker und Historiker. Er war seit 2011 Mitglied des Sejm im Rahmen der Prawo i Sprawiedliwość (Recht und Gerechtigkeit). 2017 war der Staatssekretär im polnischen Verteidigungsministerium und von 2017 bis 2022 Chef der Kanzlei des Ministerpräsidenten von Polen und von 2019 bis 2023 Minister ohne Amt in der Polnischen Regierung. Bei der Europawahl 2024 wurde er ins Europaparlament gewählt. Dort gehört er der Fraktion Europäische Konservative und Reformer an.

## Europäisches Parlament
Nach seiner Wahl ins Europäische Parlament ist er in der 10. Legislaturperiode (2024–2029) Mitglied im Ausschuss für Binnenmarkt und Verbraucherschutz und im Unterausschuss für Sicherheit und Verteidigung sowie stellvertretendes Mitglied im Ausschuss für auswärtige Angelegenheiten. Er ist zudem Mitglied der Delegation im Parlamentarischen Assoziationsausschuss EU-Ukraine und der Delegation in der Parlamentarischen Versammlung EURO-NEST sowie stellvertretendes Mitglied der Delegation im Parlamentarischen Assoziationsausschuss EU-Moldau und der Delegation für die Beziehungen zur Volksrepublik China.